# Hickok45
Hickok45 (Хикок45) — YouTube-видеоканал об огнестрельном оружии, также находящийся на сайте Full30. Ведущим в видеороликах выступает Грег Кинман (англ. Greg Kinman), бывший учитель английского языка из средней школы и бывший помощник шерифа с десятилетним стажем работы, проживающий в Теннесси. Hickok45, LLC также является зарегистрированным товарным знаком, принадлежащим Кинману.

## Видео
Видео Hickok45 демонстрируют широкий спектр огнестрельного оружия, как исторического, так и современного, и, как правило, представляют собой глубокое обсуждение истории и функциональности каждого оружия. В ранних видео Кинман часто показывал оружие времён Старого Запада и носил ковбойские костюмы. Со временем он расширил свой репертуар, добавив в него гораздо большее разнообразие оружия, уделяя особое внимание безопасному обращению с ним. Он предпочитает пистолеты Glock. В большинстве видео ведущим выступает Кинман, в то время как его сын Джон выступает в качестве оператора, но иногда Джон и сам появляется в видео.
Hickok45 стал известен благодаря видео, в которых он вырезает тыквы на Хэллоуин, расстреливая их из огнестрельного оружия, уничтожает арбузы и двухлитровые бутылки с газировкой или «срубывает» небольшие деревья и рождественские ёлки, используя различное огнестрельное оружие. Эти видео появлялись в СМИ во Вьетнаме, Франции, Индии и Германии.
В 2010 году видео Hickok45 с вырезанием хэллоуинской тыквы показали на передаче The Tonight Show Джея Лено.
В 2016 году канал Hickok45 на YouTube был дважды заблокирован, предположительно за нарушение условий предоставления услуг YouTube, однако в конечном итоге он был восстановлен.
В апреле 2018 года канал Hickok45 на YouTube снова был заблокирован на несколько часов. Это закрытие было связано с изменением политики YouTube в марте 2018 года, согласно которой был запрещён контент, «направленный на продажу огнестрельного оружия или определённых аксессуаров для него посредством прямых продаж (например, частные продажи физическим лицам) или размещения ссылок на сайты, которые продают подобные товары».

## Личная жизнь
Кинман учился в Государственном университете Остина Пии в Кларксвилле, штат Теннесси, где он играл на позициях центрового в баскетбольной команде колледжа в течение двух сезонов: 1970—71 и 1971—72. Он решил отказаться от участия в поздних сезонах, поскольку чувствовал, что баскетбол не станет его профессией; он также отметил, что не смог набирать необходимый вес. Согласно спортивным записях его колледжа, его рост составлял 206 сантиметров.
Родом из Кентукки, Кинман живёт в округе Читем, штат Теннесси. Он бывший учитель английского языка. В 2015 году он принял участие в вебинаре организации дистанционного обучения «Институт пустыни Сонора».